# メアリー・バーラ
メアリー・バ－ラ（英: Mary Barra、1961年12月24日-）は、アメリカ合衆国の実業家。ゼネラルモーターズの工場作業員からの生え抜きであり、2014年より同社初の女性CEOを務める。

## 経歴

### 出生から職業学校入学まで
1961年にミシガン州生まれ、GMの工場があるデトロイトの北にあるウォーターフォード・タウンシップで育った。父親はGMのポンティアック部門で金型工として勤務していた。1979年に高校を卒業すると、GMが経営していた職業学校「ゼネラル・モーターズ・インスティチュート」（現ケタリング大学）に入学した。

### GM入社
学校では電気工学を学びながら、ポンティアックのインターンシップとなってGMの工場で働いた。卒業後は、そのままGMへ入社した。1990年、スタンフォード大学で経営学修士（MBA）を取得後、再びGMへ戻り順調に出世し、エンジニアリング関連の要職を経験した。2011年2月、グローバルの製品開発を担当するシニアバイスプレジデントに就任。さらに2013年8月には、エグゼクティブバイスプレジデントに昇格した。2014年1月15日にダン・アカーソンが会長兼CEOを退任した際、後任のCEOとしてメアリー・バーラが選任された。

### CEOとして
就任前年の2013年には会社の国有化が解消されており、新生GMのCEOとして順調な滑り出しを見せたが、2014年には大規模なリコール隠しに直面。不具合の隠蔽に関与していなかったとはいえ、技術畑を歩んできた身として厳しい立場に立たされた。2015年に和解を成立させた際には、従業員に向け「我々の任務はこの経験から教訓を得て会社を良くするために使うことだ」と語りかけた。一方、バーラが就任して以降、会社の業績は着実に改善。就任後3年間にGMが上げた利益は約220億ドルに達し、経営手腕を評価されるようになった。
2017年には、将来的に自動車生産を電気自動車に完全移行する計画を発表。2020年には、本田技研工業とともに新型バッテリーを採用する次世代電気自動車の共同開発を発表した。

## 注目を浴びた出来事
- 2015年、アメリカのフォーブス誌は、毎年恒例の「世界で最も影響力のある女性100人」を発表。メアリー・バ－ラを5位とした（前年は7位）[7]。
- 2016年、アメリカ大統領選挙の民主党候補、ヒラリー・クリントン陣営のメールがハッキングされ、後にウィキリークスによって副大統領候補のリストが公開された。リストには30人以上の名前が連なり、メアリー・バーラの名も含まれていた[8]。